# Léopold Ier d'Anhalt-Dessau
Pour les articles homonymes, voir Léopold Ier.
 (décembre 2018).
Si vous disposez d'ouvrages ou d'articles de référence ou si vous connaissez des sites web de qualité traitant du thème abordé ici, merci de compléter l'article en donnant les références utiles à sa vérifiabilité et en les liant à la section « Notes et références ».
Léopold Ier (3 juillet 1676, Dessau – 7 avril 1747, Dessau) est prince d'Anhalt-Dessau de 1693 à sa mort. Surnommé « le Vieux Dessau » (der alte Dessauer), il est également général dans l'armée prussienne et joue un rôle important dans son perfectionnement.

## Jeunesse
Dès sa jeunesse, Léopold d'Anhalt-Dessau se consacre au métier des armes, pour lequel il s'instruit physiquement et mentalement. Il devient colonel du 3e régiment d'infanterie (de) en 1693 et à la mort de son père Jean-Georges II d'Anhalt-Dessau, la même année, devient prince d'Anhalt-Dessau.
Il participe à sa première campagne en 1695 aux Pays-Bas, pendant la guerre de la Ligue d'Augsbourg et prend part au siège de Namur. Jusqu'à la fin de la guerre en 1697, c'est sa mère, la princesse Henriette-Catherine d'Orange-Nassau, qui gère les affaires de la principauté.

## Carrière militaire
La carrière de Léopold commence sérieusement avec la guerre de Succession d'Espagne. Il apporte beaucoup d'améliorations à l'armée prussienne, notamment l'usage de la baguette de fer (vers 1700). Il est alors à la tête des corps d'armée prussiens sur le Rhin, servant aux sièges de Kaiserswerth et de Venlo.
En 1703, ayant obtenu le grade de lieutenant-général, Léopold participe au siège de Bonn, combat à la bataille de Höchstädt, le 20 septembre, à laquelle les Autrichiens et leurs alliés prussiens sont défaits par les Français du maréchal de Villars. Dans la campagne de 1704 le contingent prussien sert sous les ordres de Louis-Guillaume de Bade et plus tard sous les ordres du prince Eugène avec qui il combat à la bataille de Blenheim.
En 1705, il est envoyé avec des corps prussiens pour rejoindre le prince Eugène en Italie, et le 6 août combat à la bataille de Cassano. À la bataille de Turin, le 7 septembre 1706, il est le premier à enter dans les retranchements ennemis .
Il sert une nouvelle fois en Italie, et accompagne Eugène de Savoie pour rejoindre Marlborough aux Pays-Bas. Il participe en 1709 au siège de Tournai et à la bataille de Malplaquet.
En 1710 il hérite du commandement en chef du contingent prussien. En 1712, il exécute un coup de main sur le château de Mors, tenu par les Néerlandais. L'opération est exécutée avec une précision absolue et le château est saisi sans un coup de feu. Selon le désir du Kronprinz Frédéric-Guillaume, qui sert sous ses ordres comme volontaire, il est fait feld-maréchal.

## Descendance

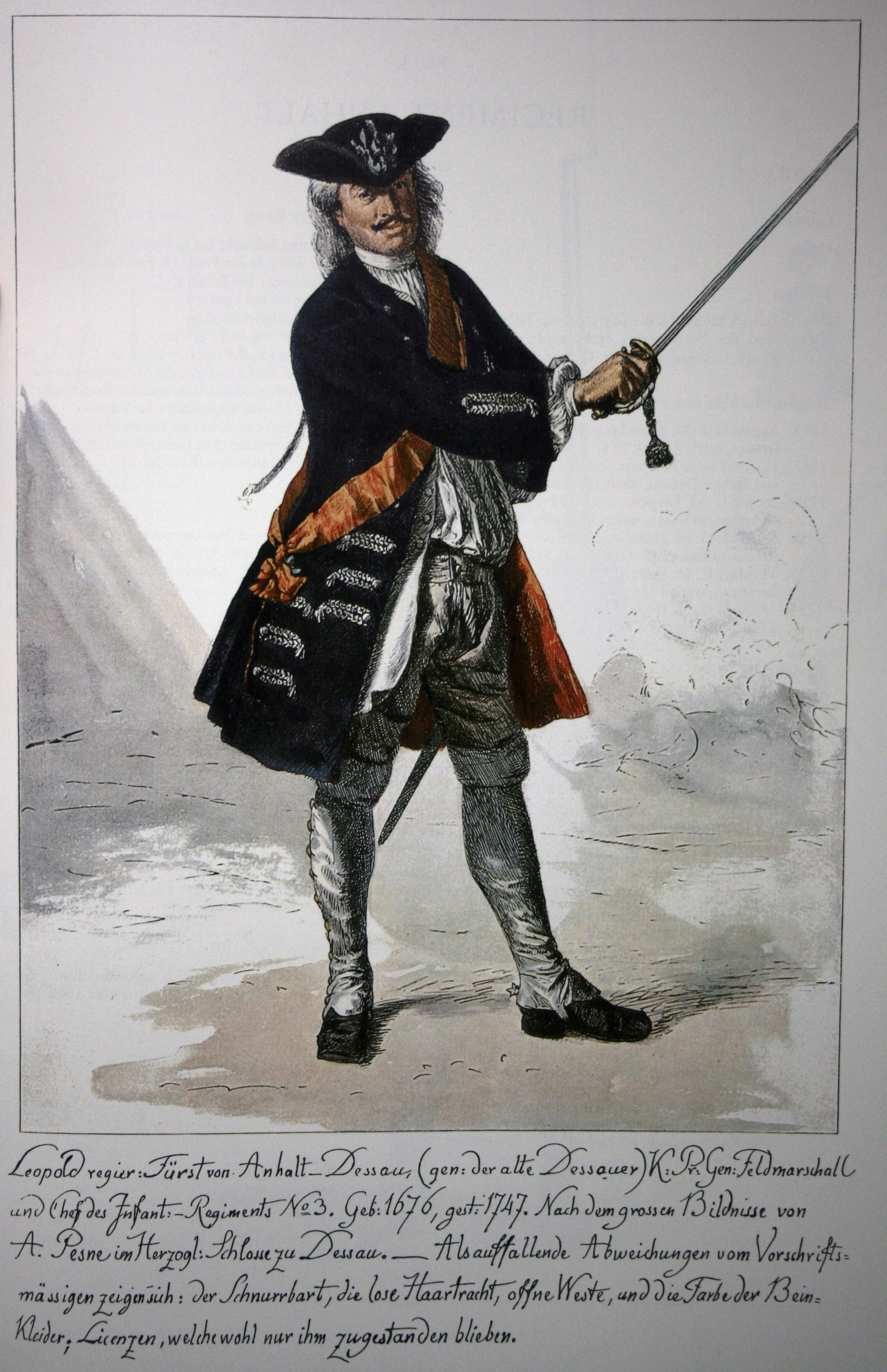
Léopold Ier.

Le 8 septembre 1698, Léopold épouse morganatiquement Anna Louise Föhse (1677-1745), fille d'un apothicaire de Dessau. La jeune fille est faite princesse impériale par l'empereur Léopold Ier le 29 décembre 1701, permettant aux enfants issus de ce mariage d'être considérés comme dynastes.
Leur vie commune est longue et heureuse. La princesse a de l'influence sur la nature sévère de son mari. Après la mort de la mère de Léopold, c'est elle qui assure la régence de la principauté quand son mari est en campagne. Souvent, elle l'accompagne sur les champs de bataille. Ils ont dix enfants :
- Guillaume-Gustave (1699-1737) ;
- Léopold-Maximilien (1700-1751), prince d'Anhalt-Dessau ;
- Thierry (1702-1769) ;
- Frédéric-Henri-Eugène (1705-1781) ;
- Henriette-Marie-Louise (1707-1707) ;
- Louise (en) (1709-1732), épouse en 1724 le prince Victor-Frédéric d'Anhalt-Bernbourg ;
- Maurice (1712-1760) ;
- Anne-Wilhelmine (1715-1780) ;
- Léopoldine-Marie (1716-1782), épouse en 1739 le margrave Henri-Frédéric de Brandebourg-Schwedt ;
- Henriette-Amélie (en) (1720-1793).

Vers la fin de sa vie, Léopold a deux fils naturels d'une certaine Sophie Eleonore Söldner (1710-1779) :
- Georges-Henri de Berenhorst (de) (1733-1814), ancêtre de Manfred von Richthofen ;
- Charles-François de Berenhorst (1735-1804).